# ناکاجیما کی-۱۲
ناکاجیما کای-۱۲ (به انگلیسی: Nakajima_Ki-12) یک هواگرد ملخ‌پیشین تک‌موتوره از نوع پیش‌نمونه هواپیمای جنگنده ساخت شرکت شرکت هواپیمای ناکاجیما است. هواگرد ناکاجیما کای-۱۲ نخستین پروازش را در ۱۹۳۶ میلادی انجام داد.